# 同乳禁婚令
同乳禁婚令（Radā/ridā'a）是逊尼派伊斯兰法学的一條婚姻法規，禁止由同一乳母哺乳的兩個人（乳兄妹或乳姊弟）互相結婚。该术语源自阿拉伯词radiʿa或radaʿa（“他吮吸母亲的胸膛”）的不定名词。
radāʿ的概念源于伊斯兰教和伊斯兰教之前的观念，这些观念涉及通过哺乳的行为，在女人和不是她自己的婴儿之间形成的血缘关系。

## 艾資哈爾大學的男女共室爭議
2007年5月，埃及開羅的艾資哈爾大學講師阿提亞（Izzat Atiyya）博士發佈了一項伊斯蘭法學意見，建議有哺乳關係的男女能夠獨處一室共同工作。該意見表示，如果一位婦女曾經以她自己的乳房哺乳一位男嬰五次以上，那麼他們自此就有了家庭關係，因此兩人能夠獨處一室共同工作。他做出裁決，「哺乳關係意味著消除了男女私下會面的疑慮，而且兩人也能夠互相結婚。」「在工作崗位上的婦女可以在曾經受其哺乳的男子前揭下面紗或露出頭髮。」
該「法學意見」激起了一陣憤怒與難堪，連批評家都在埃及電視台上嘲笑他。艾資哈爾大學將阿提亞停職，他本來是該校聖訓學系的主任。該法令在阿拉伯語衛星電視上被廣為報導，並且在埃及國會引起一陣討論。在該校威脅將懲戒他之後，阿提亞收回了自己先前的說法，說該法令是對穆罕默德時代的「一個特別案例的拙劣解讀」而且只參照了少數學者的意見。埃及的宗教部部長札助克（Mahmoud Zaqzouq）表示，未來的伊斯蘭法學意見應當「切合邏輯且符合人性」。